# Flammen-Helmschnecke

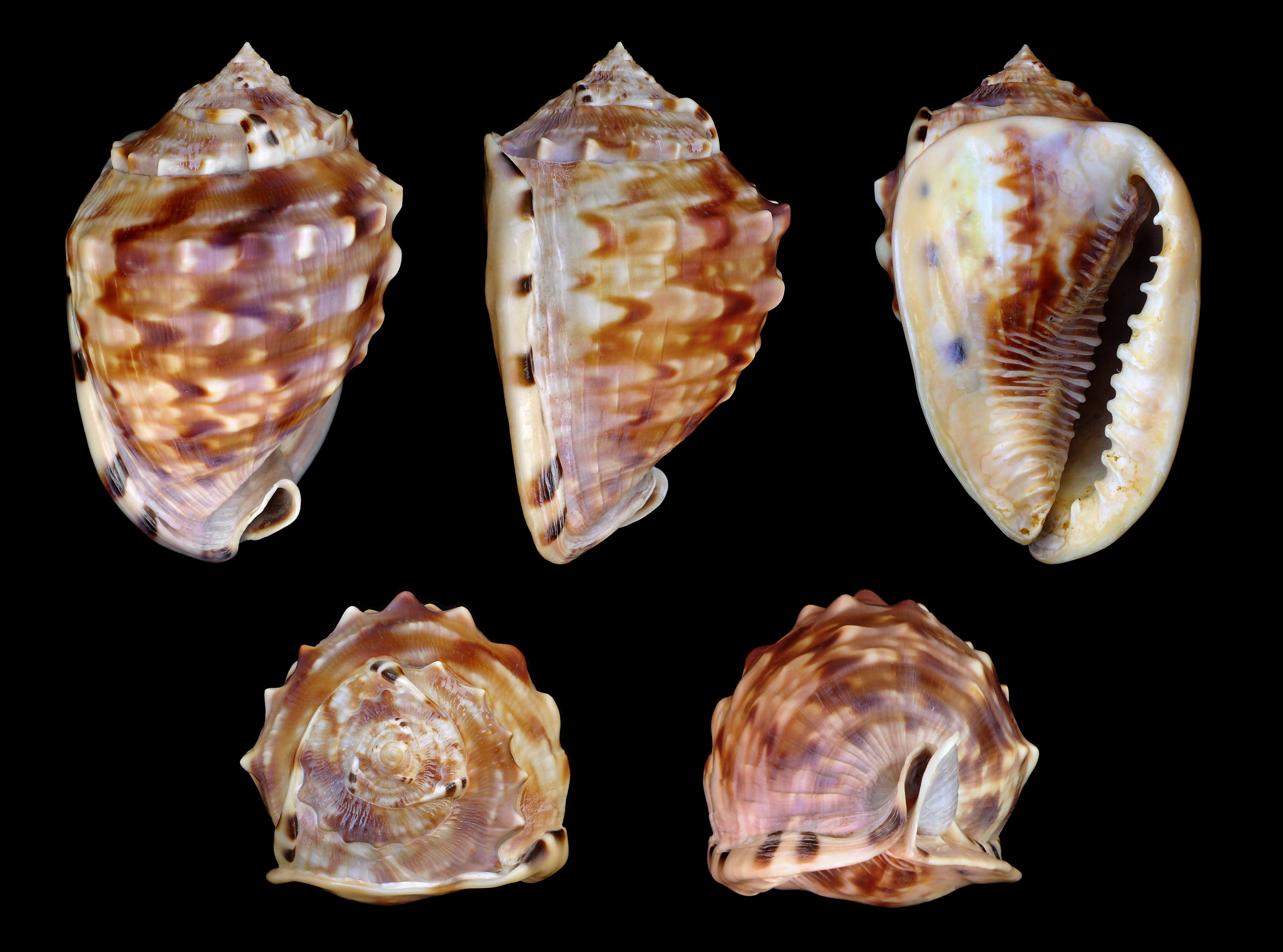
Gehäuse von Cassis flammea

Die Flammen-Helmschnecke (Cassis flammea) ist eine Schnecke aus der Familie der Helmschnecken (Gattung Cassis), die im westlichen Atlantik verbreitet ist und sich von Seeigeln ernährt.

## Merkmale
Das recht große, schwere Schneckenhaus von Cassis flammea hat ein kurzes Gewinde, mit Ausnahme der knotigen Fortsätze auf dem Körperumgang eine glatte Oberfläche und an der Spindel einen großen, ovalen bis dreieckigen Parietalschild. Es hat eine kremfarbene Oberfläche mit einer Schattierung aus rötlich braunen wellenförmigen Streifen. An der äußeren Lippe der Gehäusemündung sind dunkle Streifen. Das Haus wird bei ausgewachsenen Schnecken bis etwa 15,4 cm lang.

## Verbreitung und Lebensraum
Cassis flammea ist in der Karibik und an den Küsten Floridas und der Bahamas verbreitet. Flammen-Helmschnecken leben in seichten Gewässern in Korallenriffen auf Sand unterhalb der Gezeitenzone in Tiefen von 1 bis 12 m.

## Lebenszyklus
Wie andere Helmschnecken ist Cassis flammea getrenntgeschlechtlich. Das Männchen begattet das Weibchen mit seinem Penis. Die vom Weibchen nach der Begattung abgelegten Eikapseln enthalten jeweils mehrere hundert Eier, die sich großenteils zu Embryonen entwickeln. Nach dem Schlupf aus der Eikapsel folgt eine pelagische Phase als Veliger-Larven bis zur Metamorphose zur fertigen Schnecke.

## Nahrung
Cassis flammea frisst Seeigel, die sie des Nachts jagt.

## Bedeutung für den Menschen
Cassis flammea ist auf Grund ihres Schneckenhauses ein beliebtes Sammlerobjekt. Sie ist deshalb vielerorts gefährdet.